# Bataille de Cook's Mills
Guerre anglo-américaine de 1812
Batailles
- Bataille de l'île Mackinac (1812)
- Bataille de Fort Dearborn
- Bataille de Détroit
- Campagne du Niagara
- Bataille du moulin de Lacolle (1812)

- Bataille de Frenchtown
- Combat de la Shannon et de la Chesapeake
- Bataille de York
- Bataille de la rivière Thames
- Guerre Creek
- Bataille de la Châteauguay
- Bataille de la ferme Crysler

- Bataille de l'île Mackinac (1814)
- Incendie de Washington
- Bataille de Prairie du Chien
- Bataille de Baltimore

- Bataille de La Nouvelle-Orléans

La bataille de Cook's Mills fut le dernier engagement entre les armées britannico-canadiennes et américaines combattant sur le Niagara. Ce fut aussi l'avant-dernière bataille se déroulant sur le territoire canadien durant la guerre de 1812.

## Prélude
Le général Gordon Drummond abandonna le siège de Fort Érié (en) le 21 septembre 1814 et se retira sur une forte position défensive au Fort Chippawa, sur la rive nord de Chippawa Creek. Le général américain George Izard (en) marcha de Plattsburgh, dans l'État de New York à Fort Erié pour renforcer les forces américaines dirigées par Jacob Brown. Ce dernier, plus agressif, souhaitait attaquer immédiatement Drummond avec les deux armées totalisant 7 000 hommes. Cependant, Izard étant l'officier supérieur choisit de ne pas risquer de trop lourdes pertes lors d'un assaut sur une puissante position défensive. Brown, irrité par la passivité d'Izard quitta le fort avec la moitié de la garnison et retourna à Sackets Harbor. Finalement, Izard décida de mettre en place un plan pour tenter de chasser Drummond de sa position défensive.

## Bataille
Izard envoya une brigade dirigée par le brigadier général Daniel Bissell pour capturer dépôt de ravitaillement britannique le long de la rivière Lyon (une branche de la rivière Chippawa) à Cook's Mills. Bissell avait sous ses ordres près de 1 200 hommes. Le 18 octobre, une embuscade fit croire à Bissel qu'une troupe britannique assez importante s'opposait à lui dans son franchissement de la rivière. En fait, Drummond a envoyé 750 hommes dirigés par le lieutenant-colonel Christopher Myer pour protéger Cook's Mills. Bissel réussit à tenir à distance l'attaque et planifia immédiatement une contre-attaque. Les Américains forcèrent le passage de la rivière et Myers dut battre en retraite en ordre.

## Conséquences
La bataille montra les capacités des troupes bien entraînées d'Izard. Les Américains forcèrent la prise de Cook's Mills et brûlèrent près de 200 boisseaux de blés dans le but d'affamer l'armée britannique. Mais en dépit de la victoire, il devenait évident que Drummond n'allait pas modifier sa ligne de défense et Izard doit se replier à fort Erié. Pour les Britanniques, la perte de leur réserve de blé fut compensée par la prise de plusieurs navires d'approvisionnements américains n'ayant pas conscience de la retraite d'Izard.
Izard détruisit plus tard Fort Erié et retourna au côté américain de la rivière. Drummond revint à l'endroit des ruines du fort sans pour autant le reconstruire et ainsi les combats le long de la frontière du Niagara prirent fin.

## Sources
- David Heidler et Jeanne Heidler, editors Encyclopedia of the War of 1812